# Дроблін (Свентокшиське воєводство)
Дроблін (пол. Droblin) — село в Польщі, у гміні Водзіслав Єнджейовського повіту Свентокшиського воєводства.
Населення — 62 особи (2011).
У 1975-1998 роках село належало до Келецького воєводства.

## Демографія
Демографічна структура на день 31 березня 2011 року:
|          | Загалом | Допрацездатний вік | Працездатний вік | Постпрацездатний вік |
| -------- | ------- | ------------------ | ---------------- | -------------------- |
| Чоловіки | 33      | 3                  | 26               | 4                    |
| Жінки    | 29      | 7                  | 19               | 3                    |
| Разом    | 62      | 10                 | 45               | 7                    |